# Morgex
Morgex é uma comuna italiana da região do Vale de Aosta com cerca de 1.906 habitantes. Estende-se por uma área de 43 km², tendo uma densidade populacional de 44 hab/km². Faz fronteira com Courmayeur, La Salle, La Thuile, Prè-Saint-Didier.

## Demografia
| Variação demográfica do município entre 1861 e 2011                               |
|                                                                                   |
| Fonte: Istituto Nazionale di Statistica (ISTAT) - Elaboração gráfica da Wikipedia |